# Calamophis
Calamophis es un género de serpientes de la familia Homalopsidae. Se distribuyen por Nueva Guinea Occidental (Nueva Guinea y Yapen).

## Especies
Se reconocen las siguientes:
- Calamophis jobiensis Meyer, 1874
- Calamophis katesandersae Murphy, 2012
- Calamophis ruuddelangi Murphy, 2012
- Calamophis sharonbrooksae Murphy, 2012